# Liste der Biografien/Richm
Liste der Biografien |
Portal Biografien |
Personensuche
# |
A |
B |
C |
D |
E |
F |
G |
H |
I |
J |
K |
L |
M |
N |
O |
P |
Q |
R |
S |
T |
U |
V |
W |
X |
Y |
Z |
?
 
Ra |
Rb |
Rd |
Re |
Rh |
Ri |
Rj |
Rk |
Rl |
Rm |
Rn |
Ro |
Rr |
Rs |
Rt |
Ru |
Rv |
Rw |
Rx |
Ry |
Rz
 
Ria |
Rib |
Ric |
Rid |
Rie |
Rif |
Rig |
Rih |
Rii |
Rij |
Rik |
Ril |
Rim |
Rin |
Rio |
Rip |
Riq |
Rir |
Ris |
Rit |
Riu |
Riv |
Riw |
Rix |
Riy |
Riz
 
Rica |
Ricb |
Ricc |
Rice |
Rich |
Rici |
Rick |
Ricl |
Rico |
Ricq |
Rics |
Rict |
Ricu |
Ricz
 
Richa |
Richb |
Richd |
Riche |
Richg |
Richi |
Richl |
Richm |
Richn |
Richo |
Richr |
Richs |
Richt |
Richu |
Richw |
Richz
Die Liste der Biografien führt alle Personen auf, die in der deutschsprachigen Wikipedia einen Artikel haben. Dieses ist eine Teilliste mit 55 Einträgen von Personen, deren Namen mit den Buchstaben „Richm“ beginnt.

## Richm

### Richma
- Richman, Adam (* 1974), US-amerikanischer Schauspieler
- Richman, Boomie (1922–2016), US-amerikanischer Jazzsaxophonist
- Richman, Charles (1865–1940), US-amerikanischer Schauspieler
- Richman, Jonathan (* 1951), US-amerikanischer Sänger und Songwriter
- Richman, Mina (* 1998), deutsch-iranische Singer-Songwriterin
- Richman, Peter Mark (1927–2021), US-amerikanischer Schauspieler und Autor
- Richman, Tommy (* 2000), US-amerikanischer Sänger und Songwriter
- Richmann, Georg Wilhelm (1711–1753), deutscher Physiker
- Richmann, Pascal (* 1987), deutscher Schriftsteller

### Richmo
- Richmond, Anthony B. (* 1942), britischer Kameramann
- Richmond, Barney, US-amerikanischer Jazzmusiker
- Richmond, Bill (1763–1829), US-amerikanischer Boxer in der Bare-knuckle-Ära
- Richmond, Branscombe (* 1955), US-amerikanischer Schauspieler und StuntmanBranscombe Richmond (* 1955)

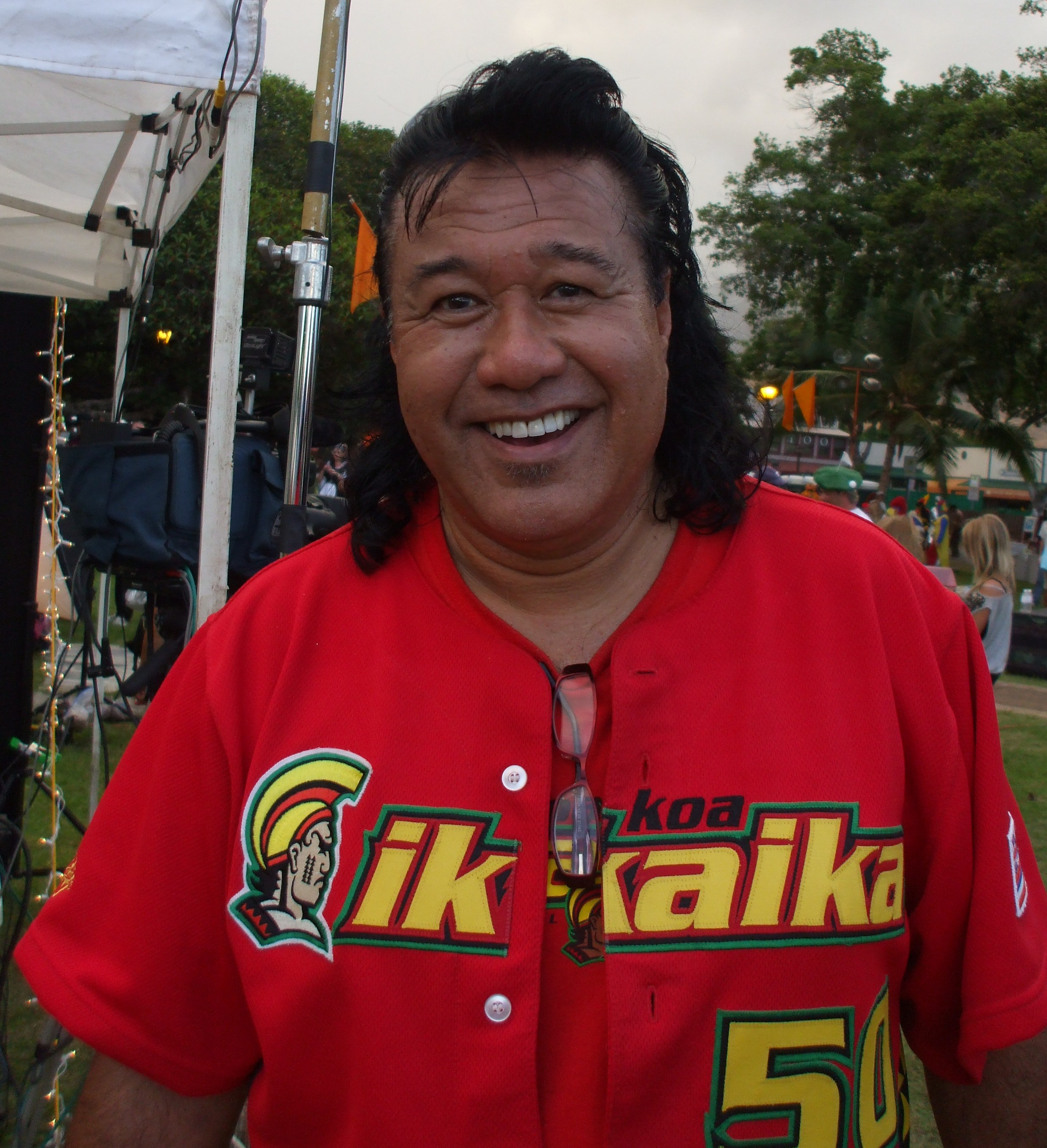
Branscombe Richmond (* 1955)

- Richmond, Cedric (* 1973), amerikanischer Politiker
- Richmond, Charles Wallace (1868–1932), US-amerikanischer Ornithologe
- Richmond, Cora (1840–1923), US-amerikanische Spiritistin und Schriftstellerin
- Richmond, Dannie (1935–1988), US-amerikanischer Jazz-Schlagzeuger
- Richmond, Danny (* 1984), US-amerikanischer Eishockeyspieler und -scout
- Richmond, Dorothy Kate (1861–1935), neuseeländische Malerin
- Richmond, Fred (1923–2019), US-amerikanischer Politiker
- Richmond, George, britischer Kameramann
- Richmond, Geraldine L. (* 1953), US-amerikanische Physikerin und Chemikerin
- Richmond, Herbert (1871–1946), britischer Admiral und Marinehistoriker
- Richmond, Hiram Lawton (1810–1885), US-amerikanischer Politiker
- Richmond, Howie (1918–2012), US-amerikanischer Musikverleger
- Richmond, Ian Archibald (1902–1965), britischer Klassischer Archäologe
- Richmond, James (1858–1898), schottischer Fußballspieler
- Richmond, James Buchanan (1842–1910), US-amerikanischer Politiker
- Richmond, Jeff (* 1961), US-amerikanischer Komponist, Schauspieler und FernsehproduzentJeff Richmond (* 1961)

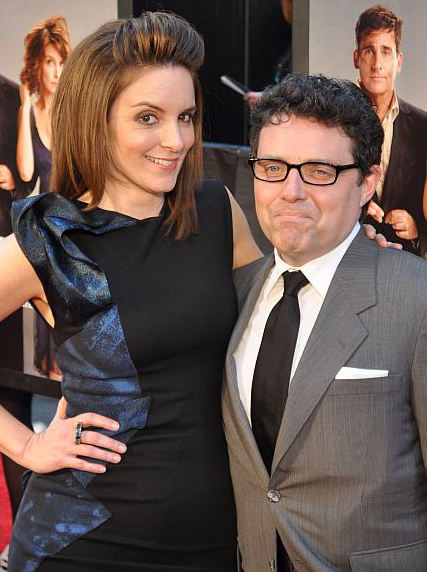
Jeff Richmond (* 1961)

- Richmond, Jenna (* 1991), US-amerikanische Fußballspielerin
- Richmond, Jonathan (1774–1853), US-amerikanischer Politiker
- Richmond, June (1915–1962), US-amerikanische Jazzsängerin und Schauspielerin
- Richmond, Kane (1906–1973), US-amerikanischer Schauspieler
- Richmond, Kenneth (1926–2006), britischer Ringer
- Richmond, Kim (1940–2024), US-amerikanischer Jazzmusiker
- Richmond, Leigh (1911–1995), amerikanische Science-Fiction-Autorin
- Richmond, Mark H. (* 1931), britischer Mikrobiologe
- Richmond, Mary Elizabeth (1853–1949), neuseeländische Lehrerin, Autorin und Initiatorin der Kindergarten-Bewegung in Neuseeland
- Richmond, Mary Ellen (1861–1928), US-amerikanische Leiterin der Charity Organization Society
- Richmond, Michael (* 1960), australischer Eisschnellläufer und Shorttracker
- Richmond, Mike (* 1948), US-amerikanischer Jazzbassist
- Richmond, Mitch (* 1965), US-amerikanischer BasketballspielerMitch Richmond (* 1965)

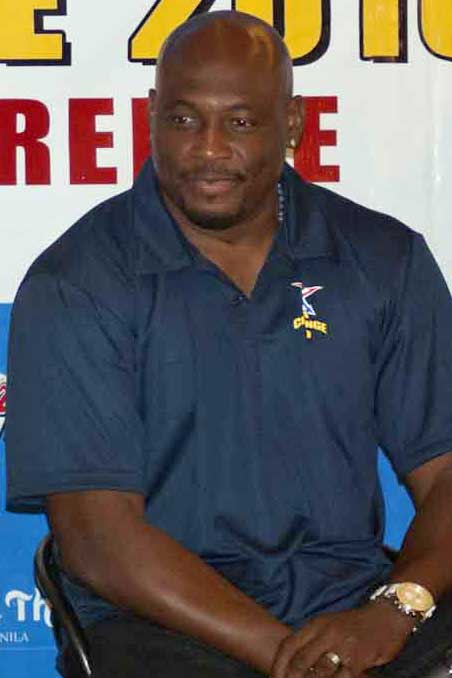
Mitch Richmond (* 1965)

- Richmond, Neale (* 1985), irischer Politiker (Fine Gael)
- Richmond, Philip (1890–1958), englischer Fußballspieler
- Richmond, Ryan (* 1996), kanadisch-guyanischer Basketballspieler
- Richmond, Ted (1910–2013), US-amerikanischer Filmproduzent
- Richmond, Tequan (* 1992), US-amerikanischer Schauspieler
- Richmond, Timothy J. (* 1948), US-amerikanischer Molekularbiologe
- Richmond, Tom (1950–2022), US-amerikanischer Kameramann
- Richmond, Walt (1922–1977), amerikanischer Science-Fiction-Autor
- Richmond, Warner (1886–1948), US-amerikanischer Schauspieler
- Richmond, William (1941–2010), schottischer Biochemiker
- Richmond, William Blake (1842–1921), englischer Maler
- Richmond-Peck, David (* 1974), kanadischer Filmschauspieler
- Richmonde, Faye (1917–1959), US-amerikanische Jazzsängerin